# Ansan
Ansan je jihokorejské město. Nachází se v severozápadní části území při pobřeží Žlutého moře v provincii Kjonggi. V jeho katastru se dokonce nachází i několik ostrovů ve Žlutém moři, např. ostrov Tebu. Na území o rozloze 144 km² zde žije přibližně 715 000 obyvatel. Ansan spolu s dalšími okolními městy v provincii, s metropolitním městem Inčchon a s hlavním městem Soul tvoří tzv. Velký Soul, což je metropolitní oblast o rozloze 1 570 km² s asi 23 miliony obyvatel.

## Partnerská města
- An-šan, Čína
- Cholmsk, Rusko
- Južno-Sachalinsk, Rusko
- Las Vegas, Nevada, USA